# Goede werken
In de christelijke theologie zijn goede werken, of gewoon werken, de (uiterlijke) handelingen of daden van een persoon, in tegenstelling tot innerlijke eigenschappen zoals genade of geloof. 
Binnen het katholicisme en het protestantisme wordt verschillend aangekeken tegen de rol van goede werken in de rechtvaardiging (zondeloos worden voor God). De Katholieke Kerk benadrukt dat goede werken het gevolg zijn van de rechtvaardiging van christenen en voor hen een plicht die zij moeten vervullen. Het protestantisme benadrukt sola fide (Latijn voor "door het geloof alleen"), de stelling dat een zondaar slechts gerechtvaardigd wordt door geloof, niet door werken.